# Lievikový kotol
Lievikový kotel ( polsky Kocioł Lejkowego Stawu německy Trichterseeekessel maďarsky Tölcsértó katlana je prostřední stupeň Skalnaté doliny (1889 m n. m.) pod Vidlovým hřebenem ve Vysokých Tatrách. Od dolního stupně se Skalnatým plesem je oddělen strmým skalním prahem. Kotel někdejšího Lievikového plesa. 

## Název
Přešel na kotel z Lievikového plesa, které leželo v jeho prostředku a podobalo se nálevce. Dnes pleso fakticky neexistuje. Zasypali ho sesuté kameny z okolních štítů. 